# NGC 6202
NGC 6202 (NGC 6226) é uma galáxia espiral (S/P) localizada na direcção da constelação de Draco. Possui uma declinação de +61° 59' 01" e uma ascensão recta de 16 horas, 43 minutos e 23,2 segundos.
A galáxia NGC 6202 foi descoberta em 24 de Setembro de 1862 por Heinrich Louis d'Arrest.